# Col Sud
Pour l’article homonyme, voir South Pass.
Le col Sud réfère habituellement au col méridional entre l'Everest (8 849 mètres) et le Lhotse (8 516 mètres), respectivement le premier et le quatrième des 14 sommets de plus de 8 000 mètres d'altitude. La voie normale d'ascension de l'Everest emprunte son arête Sud-Est depuis le Népal, dont le dernier camp (habituellement le camp IV) est situé au col Sud.

## Alpinisme
Le col Sud est balayé par de forts vents qui empêchent l'accumulation significative de neige. Une fois au col Sud, les grimpeurs entrent dans la zone de la mort. On estime en général à seulement deux ou trois jours la période supportable à cette altitude. Les facteurs les plus importants pour atteindre le sommet sont alors la météo et la force du vent. Si les conditions météo n'offrent pas des conditions acceptables au cours de cette période, les grimpeurs sont obligés de redescendre. La plupart redescendent généralement jusqu'au camp de base, rares sont ceux qui ont une deuxième chance d'atteindre le col Sud au cours de la même expédition. À partir du col Sud, la plupart des grimpeurs ont recours à l'oxygénation artificielle par bouteilles. À cette altitude, le mal aigu des montagnes est réellement dangereux car il peut entraîner la mort par œdèmes cérébraux ou pulmonaires.

## Histoire
En mai 1952, l'expédition de la Swiss Foundation for Alpine Research, avec Édouard Wyss-Dunant, Gabriel Chevalley, Raymond Lambert, René Dittert, Léon Flory, René Aubert, André Roch, Jean-Jacques Asper, Ernest Hofstetter et Tensing Norgay installent le camp VI au col Sud. Ils sont les premiers hommes à y parvenir,.